# Lennart Holm (företagsledare)
Ulf Lennart Holm, född 28 augusti 1960, är en svensk företagsledare som var styrelseordförande för skogsindustriföretaget Billerud Korsnäs AB 2014–2019 och för sågverkskoncernen Vida-gruppen. Han har tidigare varit bland annat verkställande direktör för Perstorp AB mellan 2001 och 2006, vice styrelseordförande för svenska delen av SOS Barnbyar mellan 2006 och 2015 och ledamot i Svenska nationalkommittén för kemi mellan 2012 och 2017.
Holm avlade en civilingenjörsexamen i kemi vid Chalmers tekniska högskola. Han invaldes i Kungliga Ingenjörsvetenskapsakademin 2006.